# Doug Gabriel
Douglas Gabriel (27 de agosto de 1980 en Miami, Florida) es un jugador profesional de fútbol americano juega la posición de wide receiver para Orlando Predators en la Arena Football League. Fue seleccionado por Oakland Raiders en la quinta ronda del Draft de la NFL 2003. Como colegial jugó en Central Florida.
También jugó con New England Patriots, Cincinnati Bengals en la NFL, Florida Tuskers, California Redwoods, y Sacramento Mountain Lions en la United Football League.

## Estadísticas UFL
|           |        | Recepción | Recepción | Recepción | Recepción | Recepción | Carrera | Carrera | Carrera | Carrera | Carrera |
| Temporada | Equipo | N.º       | Yds       | Avg       | TD        | Lg        | Att     | Yds     | Avg     | TD      | Lg      |
| 2009      | CAR    | 14        | 174       | 12.4      | 1         | 27        | 2       | 11      | 5.5     | 0       | 7       |